# 乌克兰新浪潮

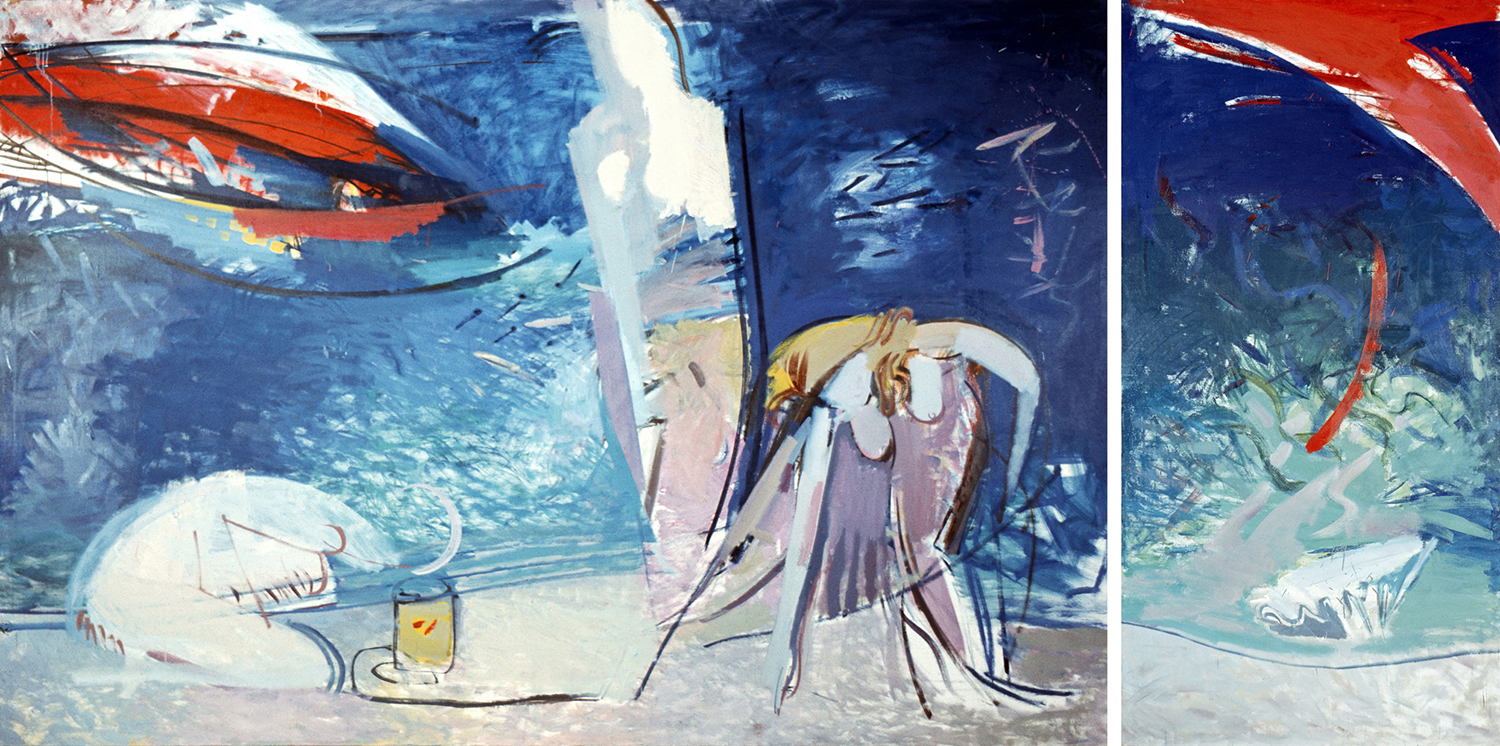
《Undecipherable characters shore》，200 х 400 厘米，布面，油画，Vasiliy Ryabchenko，1989。

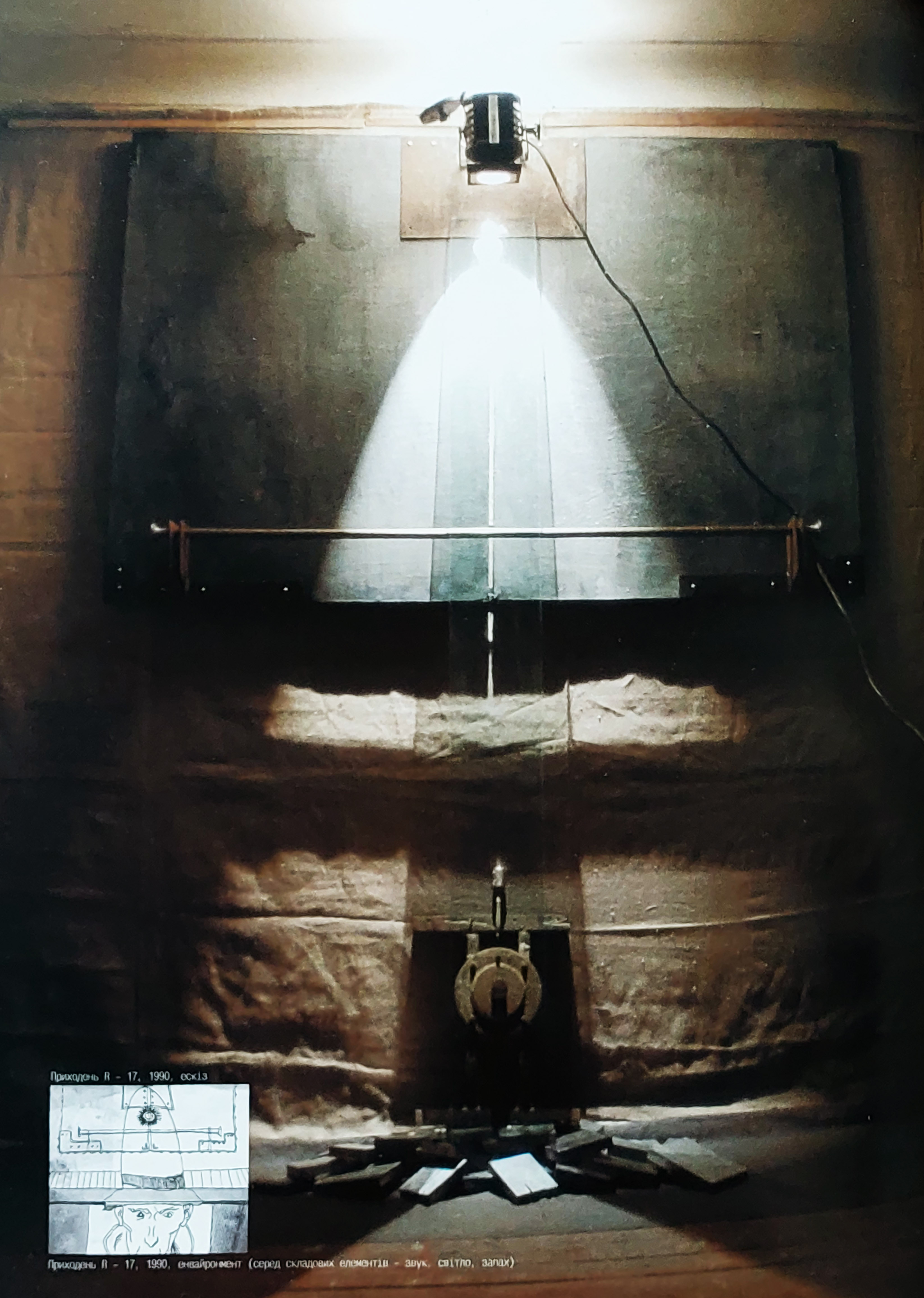
R-17的艺术品（Glib Viches，1990『

乌克兰新浪潮（羅馬化：Nova ukrainska khvylia   ) ，1980 年代末至2000 年代初乌克兰的一系列藝術風潮，以回應当时社会政治情勢，例如苏联解体、經濟改革、乌克兰独立宣言等。新浪潮是后现代主义在乌克兰的表现，加强純藝術的特征，再從純藝術走向行动主义，並採用了新科技。  多元而蓬勃發展的乌克兰新浪潮起源于蘇聯时期的地下艺术。
在国际藝術思潮中，“新浪潮”是20世纪70年代末至80年代的后现代主义藝術風潮，影響设计、建筑、电影摄影、音乐和文学。乌克兰，新浪潮主要在呈現在視覺藝術方面，而不是在音乐和电影方面。然而，新浪潮的特征仍偶尔出现在乌克兰的电影、戏剧、文学和音乐中。 
2009 年，国立乌克兰艺术博物馆舉辦“乌克兰新浪潮”展。 

## 發展過程
1960年代生的新一代艺术家不再受到審查压力，恰逢“改革”时代的自由化，成為了新浪潮運動的主幹。后现代主义深刻影响乌克兰的年轻一代的艺术家。這些藝術家深受古典前卫、新前卫、西方现代主义、意大利超前卫、后现代主义、新古典主义、民间艺术影響。 
1987至1988年間，在基辅和哈尔科夫的一系列青年藝術家展览，以及謝德尼夫88屆（Sedniv-88）和89屆户外展覽，促成新浪潮運動在全國開花。  Soviart，基辅和哈尔科夫艺术家工會的青年部门，是首次支持青年藝術家的單位。 1989年的“視野21”，和1990年的“烏克蘭繪畫展”，為運動更廣泛的開展。 “TOH”、“欧洲中心”、“三点”、“全景”、双年展“Impreza”和“文艺复兴”等组织促进了艺术家在地區层面的聯合。新浪潮艺术家亦參與1987至1989年在莫斯科和基辅的青年展。
1990 年， Marat Gelman在莫斯科开设了私人画廊。Gelman收集乌克兰和俄罗斯的艺术品，作為 1992年「南俄罗斯浪潮」展览的核心。其後，「南俄罗斯浪潮」的乌克兰艺术家开始以“乌克兰新浪潮”为名独立展出。2002年到2004年，由Oleksandr Rojtburd的Guelman画廊在基辅开设分店，展出了乌克兰新浪潮艺术家Arsen Savadov 、Oleg Golosiy、Valerya Trubina 等人的作品。 
“新浪潮”的艺术家的作品缺乏共同特徵。至1990年代，烏克蘭新浪潮可分成數個流派。
包括：“乌克兰超前卫”（超前卫绘画，主要是来自基辅和敖德萨的艺术家）；利沃夫和伊万诺-弗兰科夫斯克艺术家的“西乌克兰后现代主义”，主要从事装置和行动主义； “基辅后现代主义”，其艺术家创作了许多装置。他们的理论基础是意大利超前卫理论家Achilles Bonito Oliva的主要思想。 
这一代的其他艺术家选择了个人的创作道路，接近当时的现代主义和传统趋势，但在诠释新时期：新表现主义、幻想寫实主义、印象主义、后印象主义、照片写实主义、超现实主义等，一般被称为“多元風格主義”。 

## 乌克兰新浪潮展览的参与者
超過五百名藝術家參加2009年展覽，包含但不限下列幾位：
- Mykola Babak
- Illya Chichkan
- Oleksandr Hnylytskyi
- Olena Golub,  Pavlo Kerestey
- Vlad Khart
- Yuri Kosin
- Les Podervianskyi
- Ihor Podolchak
- Oleksandr Rojtburd
- Vasiliy Ryabchenko
- Arsen Savadov
- Andrii Sahaidakovskyi
- Sergei Sviatchenko
- Marina Skugareva
- Feodosiy Tetianych
- Oleg Tistol
- Glib Viches
- Nicholas Zalevsky
- Alexander Zhyvotkov